# Anthocleista
Anthocleista je rod rostlin řazený v současné taxonomii do čeledi hořcovité. V minulosti byl součástí čeledi logániovité. Jsou to dřeviny s jednoduchými, často dosti rozměrnými listy. Květy mají čtyřčetný kalich a osmi až šestnáctičetnou korunu. Plodem je tvrdá bobule. Rod zahrnuje 15 druhů a je rozšířen v subsaharské Africe, na Madagaskaru a Komorských ostrovech.
Hlavní význam těchto rostlin je v lékařství. Mají široké uplatnění v tradiční africké medicíně při léčení celé řady závažných onemocnění, jako je malárie, cukrovka, žloutenka aj. Řada těchto účinků byla potvrzena vědeckými studiemi a byla identifikovaná široká škála účinných obsahových látek.

## Popis
Zástupci rodu Anthocleista jsou keře a stromy dorůstající výšky až 35 metrů, řidčeji i liány. Kmen stromovitých zástupců může mít průměr až 55 cm. Listy jsou jednoduché, středně velké až rozměrné (u druhů A. nobilis a A. procera až 150 cm dlouhé), tenké nebo kožovité, řapíkaté nebo přisedlé, na bázi často ouškaté, s intrapetiolárními palisty. Čepel listů je celokrajná nebo na okraji drobně vroubkovaná. Květy jsou pravidelné, uspořádané ve vrcholových květenstvích. Kalich je čtyřčetný, zelený nebo smetanově či částečně oranžově zbarvený. Kališní lístky jsou volné nebo řidčeji na bázi srostlé, zaokrouhlené. Koruna je bílá, fialová, purpurová nebo nažloutlá, dužnatá, s válcovitou korunní trubkou zakončenou 8 až 16 laloky. Tyčinky jsou přirostlé u ústí korunní trubky, mají krátké nitky a vyčnívají z květů. Na bázi jsou srostlé v trubičku. Jejich počet odpovídá počtu korunních lístků. Semeník je obvykle tlustostěnný a obsahuje 4 komůrky. Čnělka je tlustá, zakončená velkou, dvoulaločnou bliznou. Plodem je temně zelená nebo žlutá, kulovitá nebo podlouhlá, tvrdá bobule s mnoha semeny.

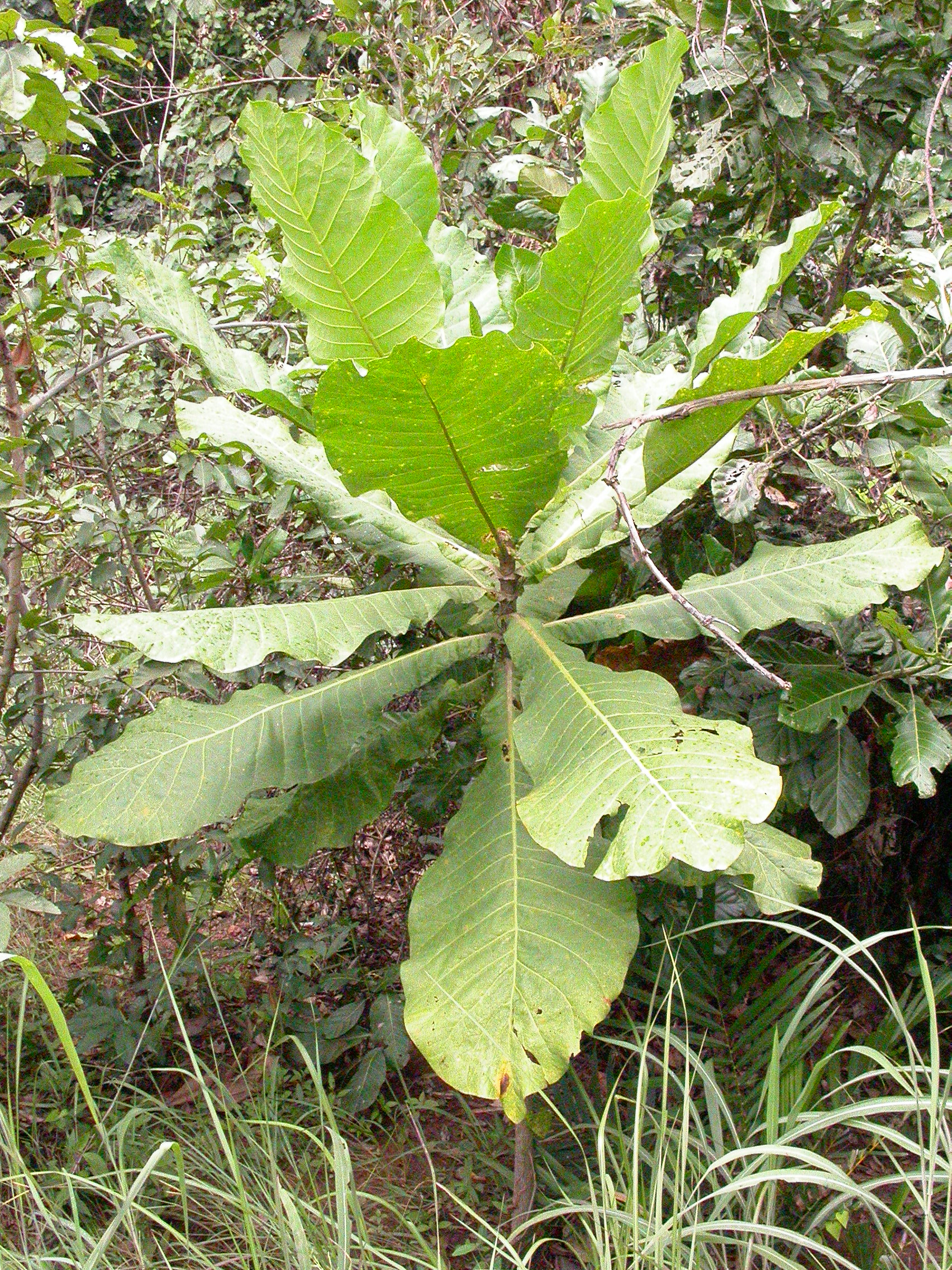
Mladý strom Anthocleista procera
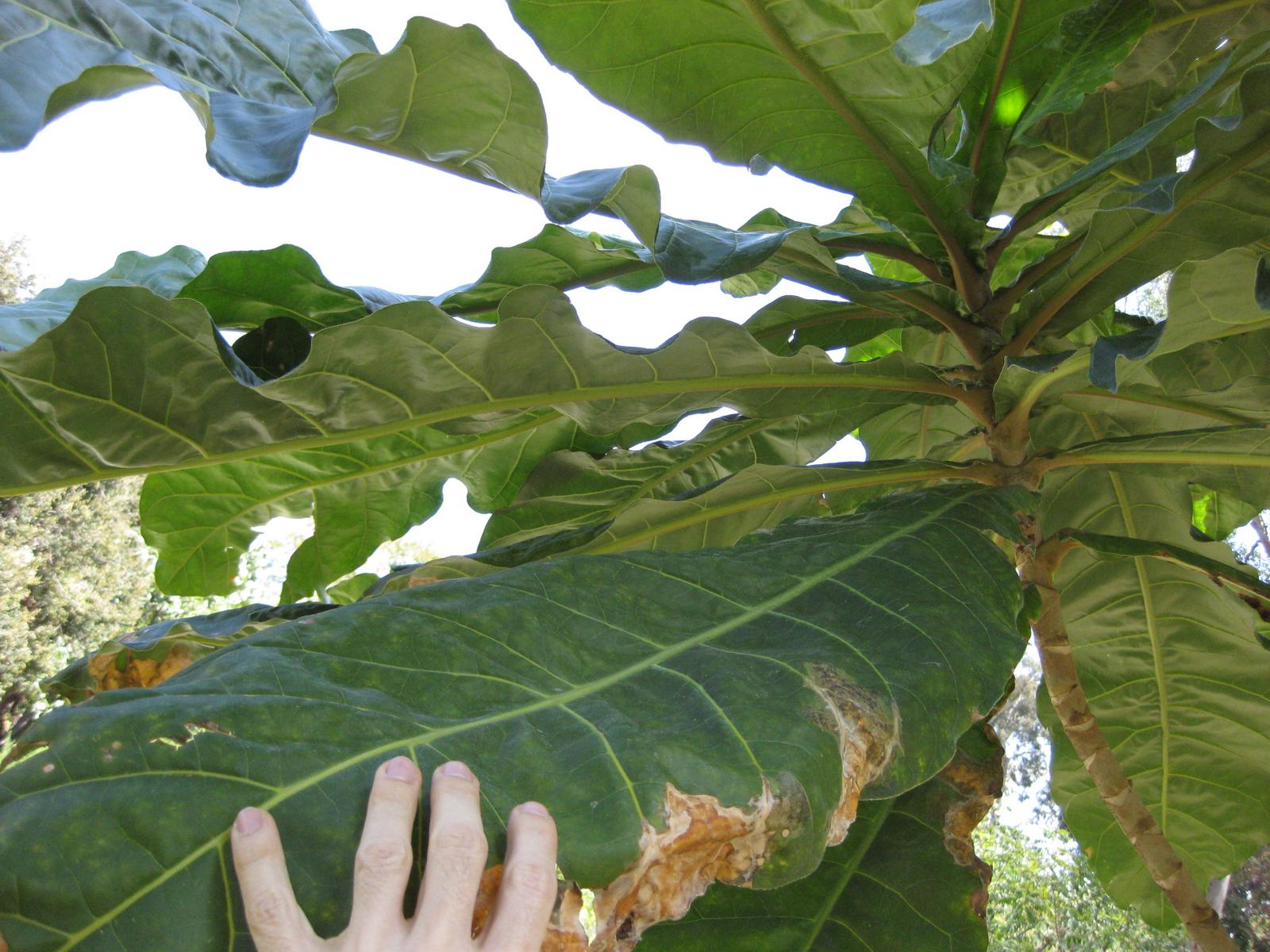
Listy Anthocleista grandiflora
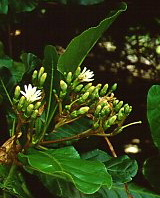
Kvetoucí Anthocleista grandiflora
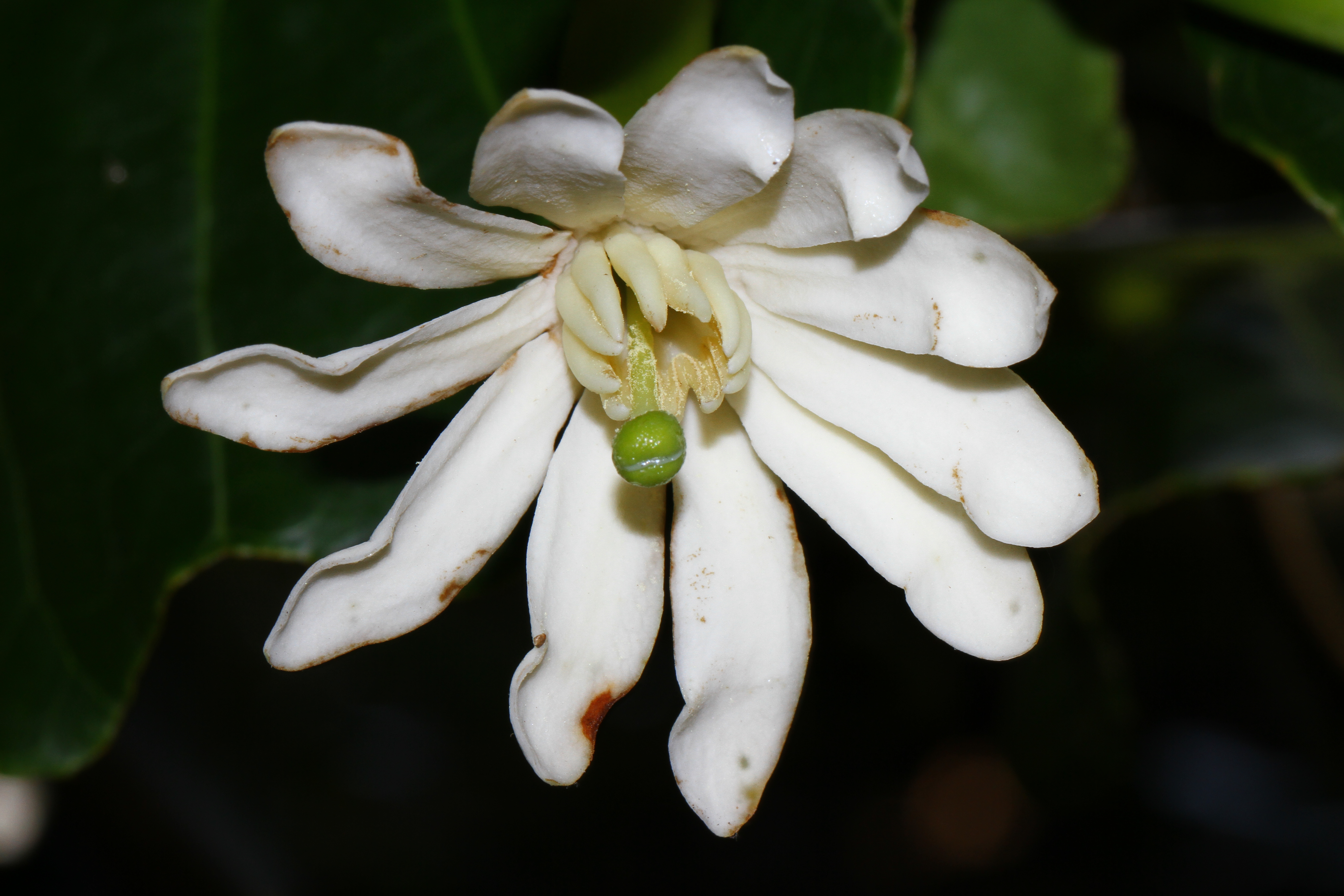
Detail květu Anthocleista grandiflora

## Rozšíření
Rod Anthocleista zahrnuje 15 druhů. Je rozšířen v subsaharské Africe včetně ostrovů v Guinejském zálivu, na Madagaskaru a Komorských ostrovech. Areál v kontinentální Africe sahá od Sierra Leone na západě po Ugandu na východě a Angolu na jihu. Největší počet druhů je soustředěn v západní (9 druhů) a středozápadní (8 druhů) tropické Africe. Na Madagaskaru rostou 3 druhy. Největší areál má druh A. vogelii, rozšířený na většině území rovníkové Afriky.
Zástupci rodu Anthocleista rostou v tropických deštných lesích, periodicky zaplavovaných tropických lesích, druhotných lesích, savanách, bažinatých místech a na březích řek v nadmořských výškách do 2300 metrů. Některé druhy patří mezi krátkověké pionýrské dřeviny, osidlující narušené plochy.

## Obsahové látky a účinek
Rod Anthocleista je bohatý na účinné obsahové látky.
Po fytochemické stránce jsou nejlépe prostudovány druhy A. vogelii, A. djangolensis a A. grandiflora.
Z účinných látek byly zjištěny zejména sekoiridoidní glykosidy, xanthony, fytosteroly, triterpeny, alkaloidy a saponiny.
Glukosid swerosid, izolovaný z listů a kořenů A. vogelii, má výrazný protizánětlivý účinek. Ze stejné rostliny byl izolován i dekussatin, látka ze skupiny xanthonů, slabě účinná proti původci malárie. U další látky, anthokleistenolidu, byla zjištěna antibakteriální aktivita. Z dalších látek byly v dané rostlině identifikovány např. iridoidní glukosidy sekologanin, gentiopikrosid, sekologanin a vogelosid, z xanthonů swertiaperennin, ze steroidů stigmasterol, z alkaloidů fagaramid aj. Ze druhu A. djangolensis byly izolovány iridoidní glukosidy swerosid a djalonenosid, z xanthonů lichexanthon, ze steroidů stigmasterol a sitosterol, z triterpenů kyselina ursolová, z ftalidů djalonensin aj. Druh A. grandiflora obsahuje kumarin, skopoletin, swerosid aj.

Iridoidní glukosid swerosid
Alkaloid gentianin
Dekussatin ze skupiny xanthonů
Stigmasterol ze skupiny fytosterolů

## Ekologické interakce
Plody Anthocleista jsou v tropických pralesích zdrojem potravy zejména pro ptáky (např. turakové), přežvýkavce, gorily a šimpanze. Stromy mají hrubou kůru a v poloopadavých lesích např. v Ghaně bývají hojně obsazeny epifyty, které poskytují úkryt a potravu různým dalším zvířatům.

## Taxonomie
Rod Anthocleista je v rámci čeledi hořcovité řazen do tribu Potalieae a subtribu
Potaliinae. Nejblíže příbuzným rodem je podle výsledků molekulárních studií rod potálie (Potalia), rozšířený v počtu 9 druhů v tropické Americe. Subtribus Potaliinae zahrnuje mimo těchto dvou rodů ještě rod Fagraea. Z čeledi hořcovité se zástupci tohoto subtribu vymykají zejména bobulovitými plody a také častým stromovitým vzrůstem. V minulosti byl rod Anthocleista spolu s dalšími rody tribu Potalieae součástí čeledi logániovité (Loganiaceae). Mezi hořcovité byly tyto rody přeřazeny v roce 1994, neboť výsledky molekulárních analýz ukázaly, že čeleď logániovité je v klasickém pojetí parafyletická. Toto přeřazení bylo podpořeno i morfologickými znaky a studiem fytochemie.

## Význam
Hlavní význam rostlin rodu Anthocleista spočívá v lékařství a domorodé medicíně.

### Lékařství
Rostliny rodu Anthocleista mají nezastupitelné místo v tradiční africké medicíně a jsou vzhledem k jejich efektivnosti, dostupnosti a relativní bezpečnosti hojně využívány i v dnešní době. Široké využití mají zejména druhy A. djalonensis, A. vogelii, A. nobilis, A. grandiflora, A. schweinfurthii a A. liebrechtsiana. Slouží k léčení celé řady neduhů, zejména horeček, bolestí břicha, zánětlivých onemocnění, zácpy, cukrovky, malárie, žloutenky, tyfu, syfilis, různých zranění, vředů a podobně. Z farmakologického a medicínského hlediska byly zkoumány zejména druhy A. djalonensis, A. vogelii a A. grandiflora. Byly potvrzeny účinky antidiabetické (snížení hladiny cukru v krvi), protizánětlivé, antipyretické, antimalarické, cytostatické, antibakteriální (zejména proti Escherichia coli, Salmonella typhi a Staphylococcus aureus způsobujícím tyfus, průjmy, kožní onemocnění, infekce močových cest a pod.) a celá řada dalších jiných účinků.
Kůra a kořeny A. vogelii, A. nobilis and A. schweinfurthii slouží jako protijed při hadím uštknutí, šťáva z kůry k léčení očí.

### Ostatní využití
Popel ze dřeva A. vogelii slouží v Africe k výrobě barev, k tetování ap., ze dřeva se zhotovují zejména lovecké nástroje. Dřevo je měkké, s tlustou dření a těží se málo. Jako okrasné dřeviny se tyto rostliny nepěstují.